# Mahsati Ganjavi

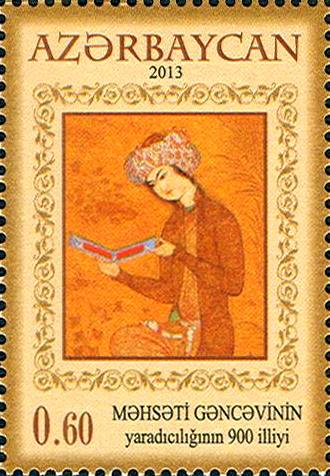

Mahsati Ganjaví (en persa مهستی گنجوی) poeta persa, nacida en 1089 en Ganja— y muerta después de 1159. Mahsati (مهستی) es el resultado de las palabra Maa (Luna) y Sati (Señorita) cuyo nombre aparece en las obra de Saadi, Nezamí Ganyaví y Sanai.
Se conocen muy pocos datos sobre su vida, excepto que nació en Ganja y que fue muy estimada por el sultán Sanjar. Se dice que se ganó su atención y su favor mediante un cuarteto cantando una repentina nevada, que según ella era un homenaje del cielo al monarca. Tocaba el arpa, el laúd, y el tar. También se sabe que fue perseguida por su condena del oscurantismo, fanatismo y dogmatismo religioso. Los únicos versos suyos que nos han llegado son cuartetos de amor (ruba'i o rubaí), que celebran la alegría de vivir y la riqueza del amor.
Fue contemporánea de los poetas Omar Jayyam y Nezamí Ganyaví. Se conservan cerca de 200 escritos suyos. 
En 1980 se erigió un monumento en su honor en Ganja.